# Romanogobio elimeius
Espèce
Statut de conservation UICN

 LC  : Préoccupation mineure
Synonymes
- Gobio albipinnatus subspecies elimeius Kattoulas, Stephanidis & Economidis, 1973
- Gobio elimeius Kattoulas, Stephanidis & Economidis, 1973
- Gobio uranoscopus subspecies elimeius Kattoulas, Stephanidis & Economidis, 1973

Romanogobio elimeius est une espèce de poissons de la famille des Cyprinidae. Elle est présente en Grèce et en Macédoine